# Hartwig Franzen

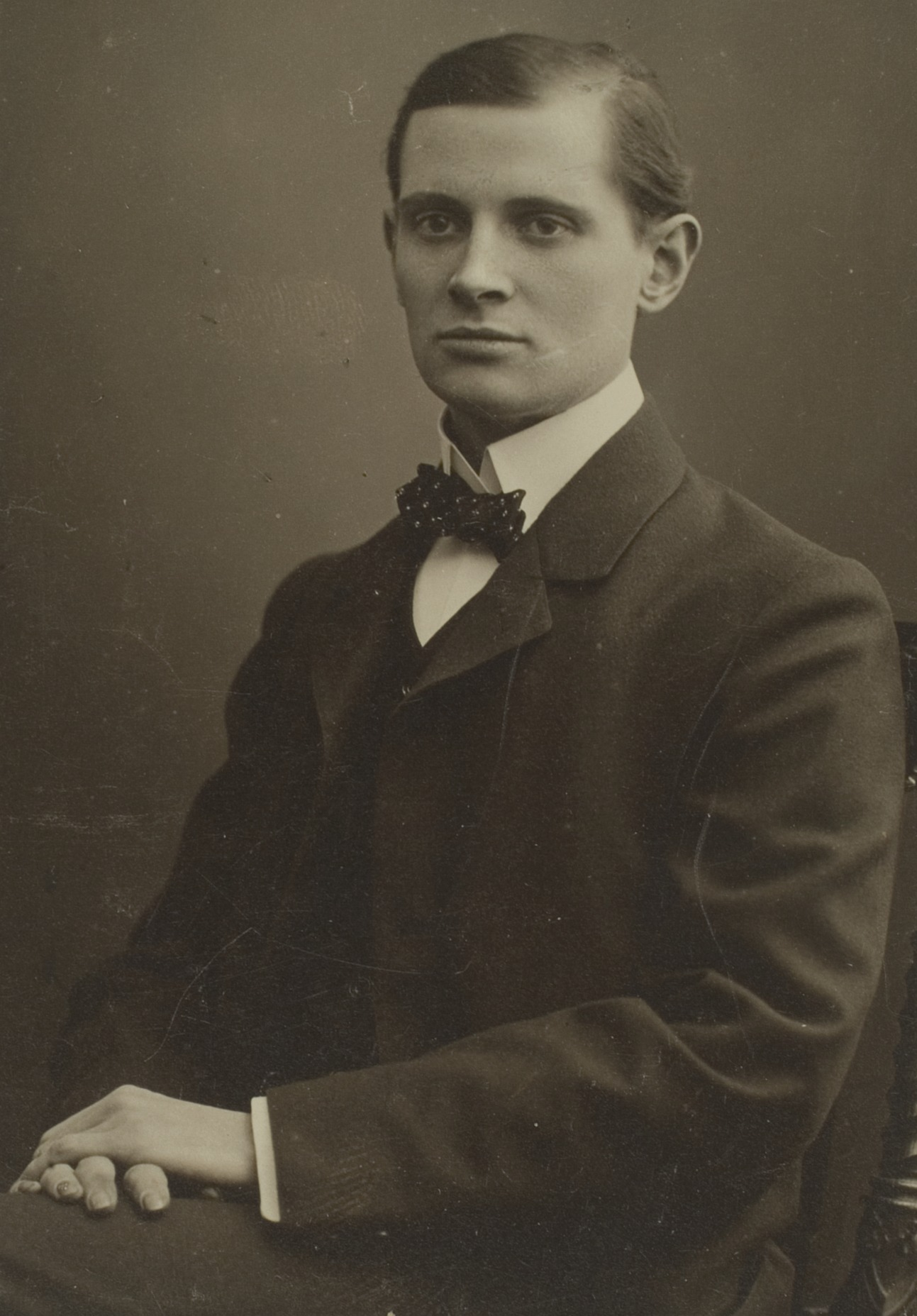
Hartwig Franzen in Heidelberg

Hartwig Franzen (* 21. März 1878 in Nortorf; † 14. Februar 1923 in Karlsruhe) war ein deutscher Chemiker.

## Leben
Der Sohn eines Margarinefabrikanten studierte ab 1898 an der Ruprecht-Karls-Universität Heidelberg Chemie. Hier schloss er sich der Studentenverbindung Landsmannschaft Zaringia an. Bereits 1904 erfolgte die Habilitation. Es folgte ein Forschungsaufenthalt in Berlin, wo er mit seiner Untersuchung Über die Bestandteile grüner Pflanzen begann. In ihnen hat er nachgewiesen, wie man zu ihren Fettsäuren gelangen kann. Diese Arbeit führte 1912 zu dem Ruf auf das planmäßige Extraordinariat für organische Chemie an der TH Karlsruhe, als Nachfolger von Hermann Staudinger. Aufgrund vielfacher Unterrichtspflichten und Kriegsdienst konnte er sein schon weit gefördertes Werk über Biochemie nicht mehr zustande bringen.

## Werke
- Gasanalytische Übungen : ein Hilfsbuch für das gasanalytische Praktikum ; mit 31 Fig. Leipzig 1907 Digitalisierte Ausgabe der Universitäts- und Landesbibliothek Düsseldorf